# Collegio americano dell'Immacolata Concezione

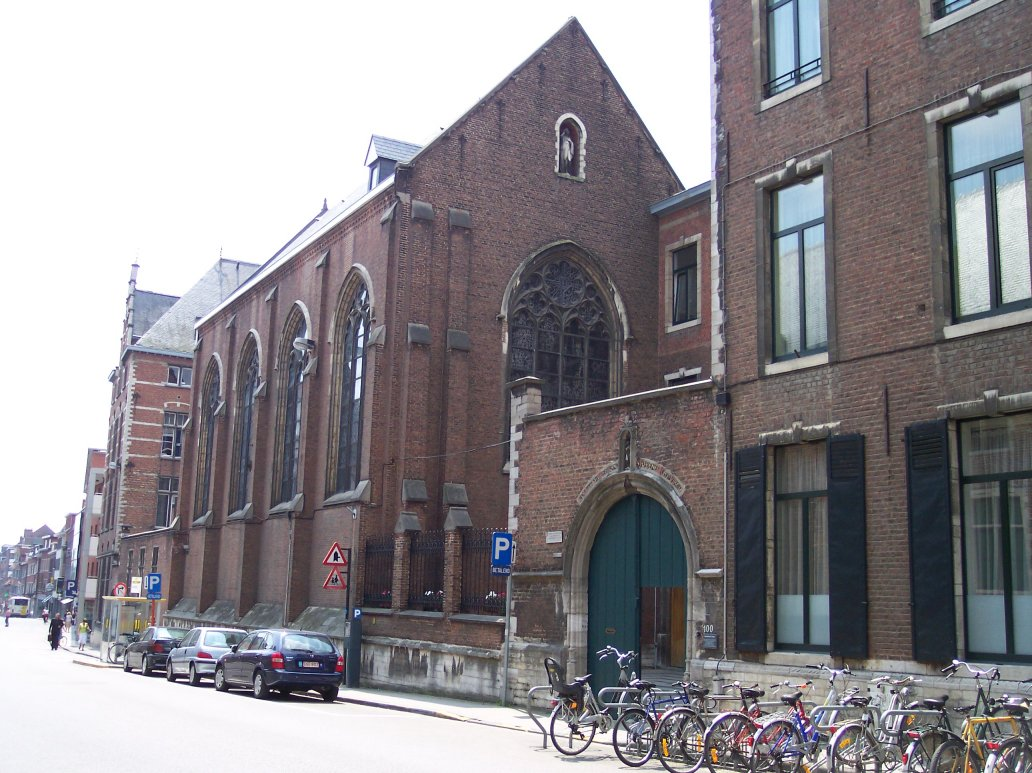
Vista del Collegio da Naamsestraat.

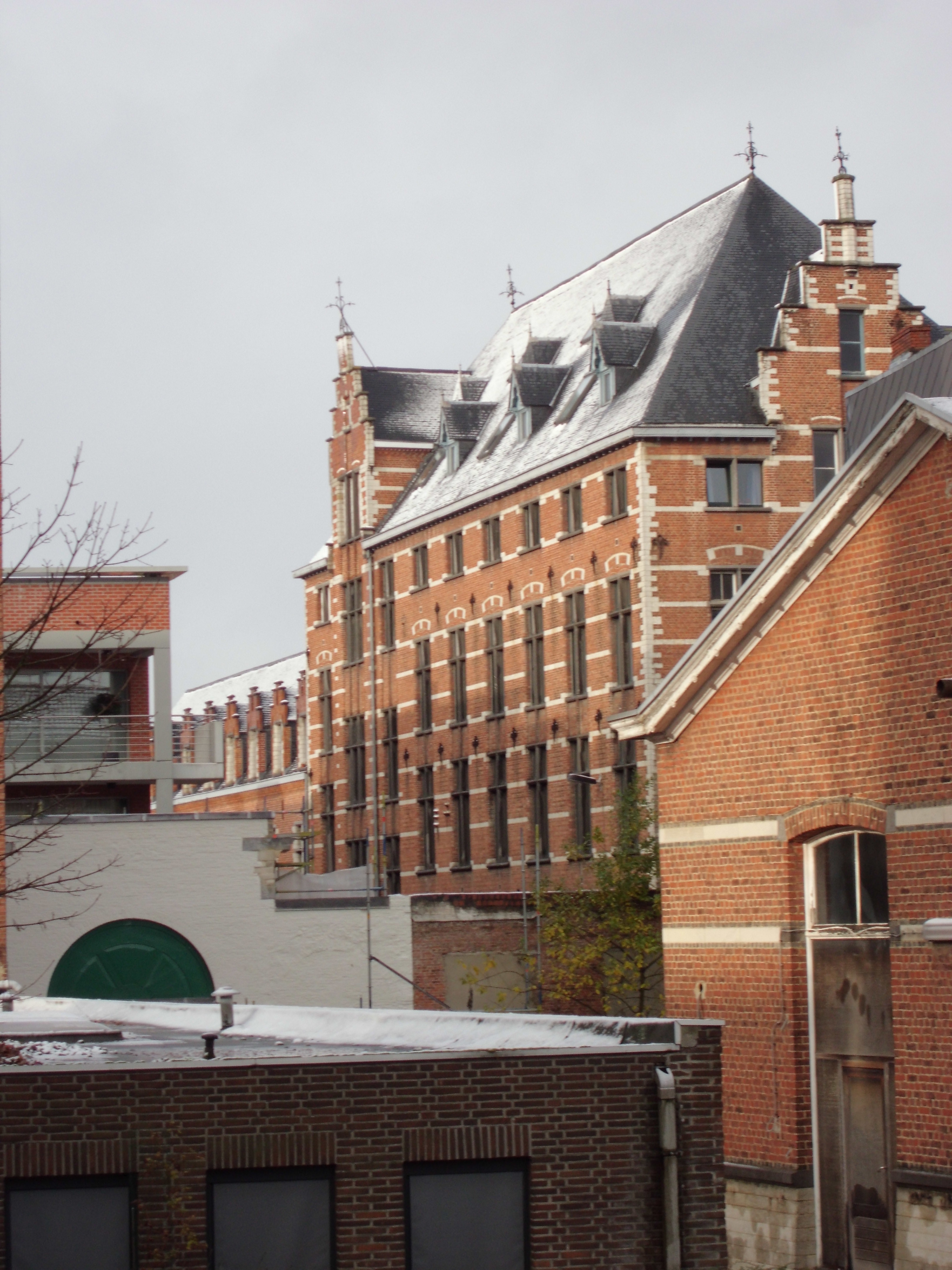
Altra visuale del Collegio.

Il Collegio americano dell'Immacolata Concezione, o Collegio americano di Lovanio, è stato un seminario cattolico romano situato a Lovanio, in Belgio, che operava sotto gli auspici della Conferenza dei vescovi cattolici degli Stati Uniti. Fondato nel 1857, è stato chiuso come seminario nel giugno del 2011.

## Storia
Il Collegio venne fondato nel 1857 dai vescovi degli Stati Uniti d'America, sotto la guida del vescovo di Louisville Martin John Spalding e del vescovo di Detroit Peter Paul Lefevere. Lo scopo era duplice: formare giovani europei che servissero come preti missionari nell'America settentrionale e dare ai seminaristi americani l'opportunità di studiare all'Università Cattolica di Lovanio.

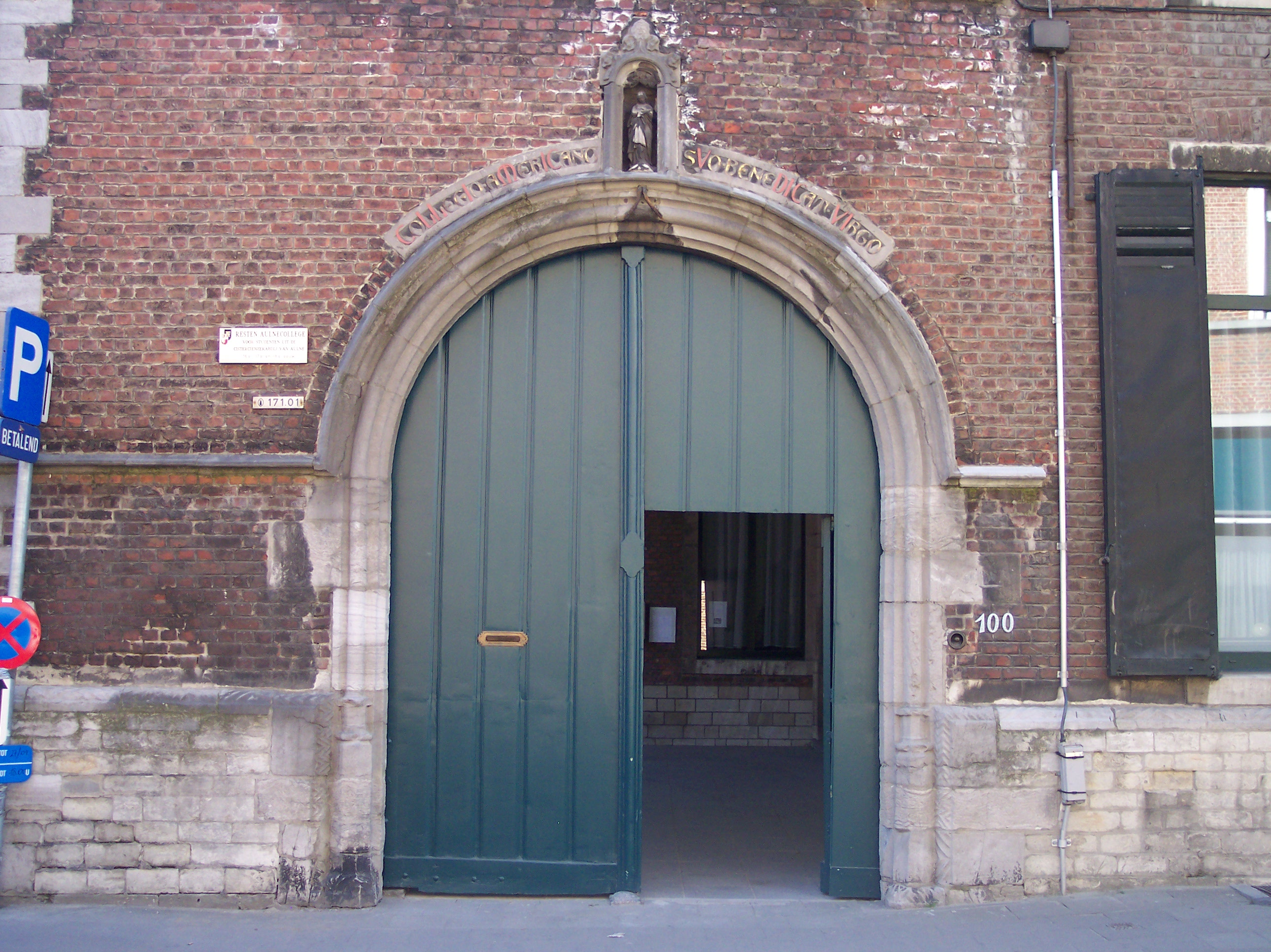
Il cancello principale del Collegio contiene alcuni dei lavori in pietra dell'istituto che precedentemente vi aveva sede, il Collegio Aulne.

Il Collegio crebbe rapidamente nei suoi primi anni, in particolare sotto il lungo rettorato di John De Neve, il suo secondo rettore. Si stima che circa ottocento preti formati presso il Collegio siano andati a servire nelle missioni americane durante la seconda metà del XIX secolo. Operarono nelle diocesi e nei vicariati apostolici di tutti gli Stati Uniti d'America ed ebbero un enorme impatto sulla giovane Chiesa americana. Molti servirono come vescovi di diocesi di nuova formazione. Tra essi vi sono "l'apostolo dell'Alaska" Charles John Seghers; il secondo arcivescovo di Francisco Patrick William Riordan; e i vescovi fondatori di Boise City ed Helena, Alphonse Joseph Glorieux e John Baptist Brondel.
Il Collegio continuò a formare giovani uomini per il servizio alla Chiesa negli Stati Uniti nel XX secolo sotto la guida di Jules De Becker. Il seminario rimase aperto anche durante la prima guerra mondiale, conservando alcuni dei libri e dei tesori di Lovanio, tra cui la famosa statua medievale delle Siede Sapientiae. Il resto della città fu infatti gravemente danneggiato dalle truppe tedesche. Durante la guerra, il Collegio assunse il ruolo anche di ospedale di emergenza e dispensario di cibo e vestiti, aiutando a volte fino a millecinquecento persone al giorno. Il seminario sopravvisse alla guerra e continuò a funzionare fino al 1939, quando fu costretto a chiudere poco prima della seconda guerra mondiale.

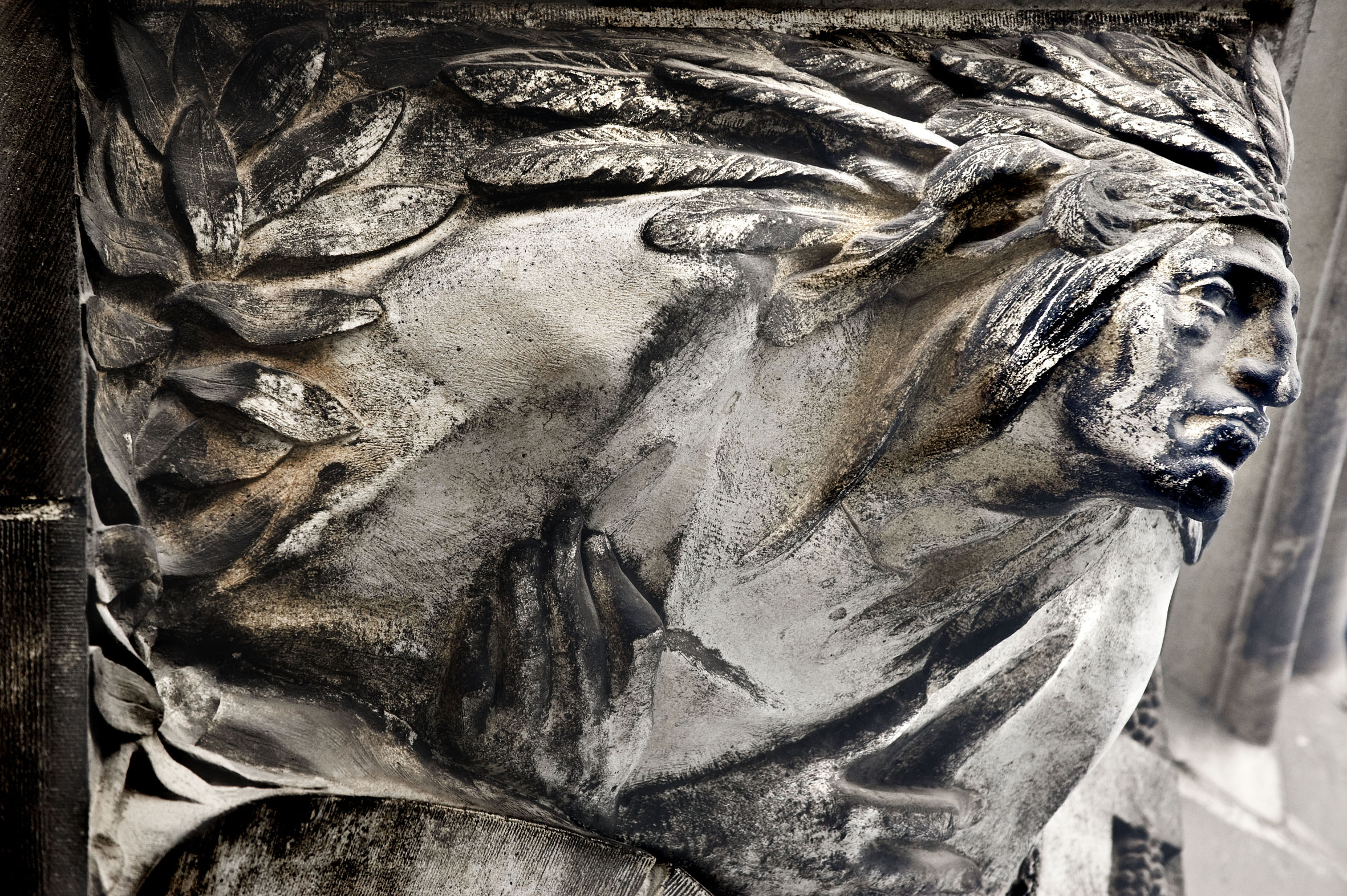
Scultura in pietra di un capo nativo americano nella facciata del Collegio. Essa riflette lo storico impegno di questo istituto per le missioni americane.

Dopo la sua riapertura avvenuta nel 1952, sotto la guida di Thomas Francis Maloney, il Collegio educò e formò centinaia di sacerdoti per la Chiesa negli Stati Uniti. Oltre alla sua missione primaria di formazione seminaristica, il Collegio americano si espanse per accogliere sacerdoti e religiosi che desideravano conseguire titoli di studio universitari e offrì una varietà di opportunità sabbatiche a sacerdoti, religiosi e ministri ecclesiastici laici di tutto il mondo.
Il 22 novembre 2010, la Conferenza dei vescovi cattolici degli Stati Uniti pubblicò una dichiarazione in parte della quale si leggeva: "A causa del piccolo numero di seminaristi e di presbiteri disponibili, il Collegio americano dell'Immacolata Concezione a Lovanio, in Belgio, ha annunciato la sua chiusura nel giugno 2011". Dopo 154 anni, il Collegio chiuse per l'ultima volta le sue porte verdi, rendendo il Pontificio collegio americano del Nord a Roma l'unico seminario europeo governato direttamente dalla Conferenza dei vescovi cattolici degli Stati Uniti.
L'inno del Collegio era un inno mariano, O Sodales, e fu creato dal Gustave Limpens nel 1862.

## Uso corrente
Nei due anni immediatamente successivi alla chiusura del seminario, il Collegio americano ospitò la comunità religiosa Mater Dei. Mater Dei è una piccola comunità internazionale di 15 uomini, per lo più sacerdoti, che studiano presso la Facoltà di teologia. La comunità era inizialmente formata come luogo per sacerdoti e laici che non riuscivano a trovare alloggio altrove, ma rapidamente costruirono un'identità propria con l'aiuto del professor Lieven Boeve, decano della Facoltà di teologia e studi religiosi della Katholieke Universiteit Leuven. Attualmente Mater Dei si occupa della cappella del collegio, dove giornalmente vengono celebrate messe e recitati rosari. L'attuale superiore della comunità è Martin Kallungal.
Il Collegio subì lavori di ristrutturazione a partire dall'autunno del 2013 per prepararlo a ospitare altri studenti, sia della comunità Mater Dei che della nuova comunità americana di studenti e ricercatori "San Damiano" che studiano filosofia, teologia e diritto canonico a Lovanio.

## Posizione
Il Collegio americano si trova all'interno della città di Lovanio, lungo la Naamsestraat (via Namur). Lovanio si trova all'interno dell'arcidiocesi di Malines-Bruxelles.
Il Collegio ha sempre avuto una stretta relazione con la Katholieke Universiteit Leuven, in particolare con la Facoltà di teologia. Il Collegio Maria Teresa della KUL, che ospita la Facoltà di teologia e quella diritto canonico, è a dieci minuti a piedi dal Collegio.

## Sponsorizzazione e governatorato
Quando era un seminario, il Collegio era sponsorizzato e supervisionato dai vescovi cattolici degli Stati Uniti d'America. Esso era uno dei due soli seminari "nazionali" degli Stati Uniti nel senso di sponsorizzazione da parte della conferenza dei vescovi nel suo complesso. L'altro è il Pontificio collegio americano del Nord a Roma. Il Collegio americano dell'Immacolata Concezione era in realtà la più antica delle due istituzioni, essendo stata fondata due anni prima della "sorella minore" romana.

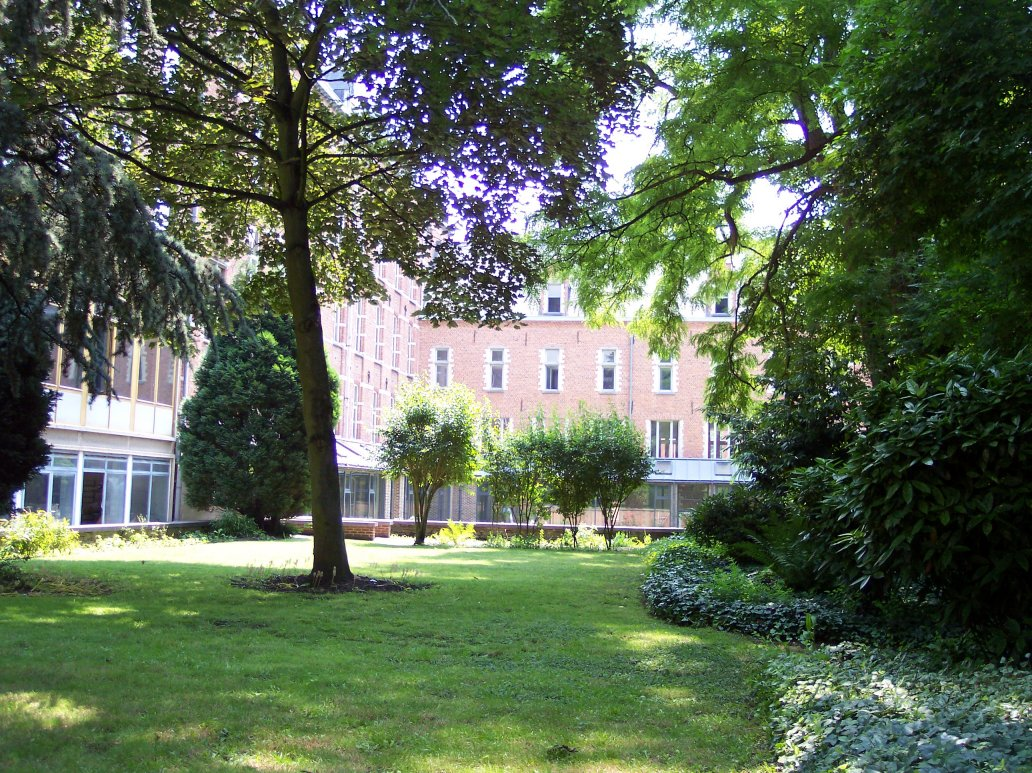
Giardino del collegio. L'edificio principale è visibile attraverso gli alberi.

La Conferenza dei vescovi cattolici degli Stati Uniti supervisionò il collegio attraverso il comitato per il Collegio americano, che fungeva da consiglio di amministrazione dello stesso. Del comitato facevano parte quattordici vescovi e il presidente al momento della chiusura del seminario era monsignor David Laurin Ricken, vescovo di Green Bay. Aveva anche un comitato consultivo, composto da sostenitori laici e religiosi del Collegio.
Alla chiusura dell'anno accademico 2010-2011, c'erano diciannove seminaristi in formazione. Le loro diocesi di origine erano: Boise City, 
Cheyenne, la Congregazione di Santa Croce, Green Bay, Lublino, Madison, Milwaukee, Orange in California, Portland in Oregon, Rochester, Salford e Spokane.

## Missione
La missione primaria del Collegio americano era la formazione di sacerdoti con uno spirito missionario. Molti suoi alunni servirono come sacerdoti, professori e missionari della Chiesa cattolica nell'America settentrionale. Fino alla sua chiusura nel 2011, il Collegio continuò a formare ed educare giovani uomini per il sacerdozio, principalmente per le diocesi statunitensi. Oltre ai corsi offerti dalla Katholieke Universiteit Leuven, il seminario del Collegio forniva un programma completo di formazione umana, spirituale, intellettuale e pastorale per i seminaristi.
Il Collegio ospitava anche studenti laureati che intraprendevano studi superiori di teologia o diritto canonico, inviati dalle loro diocesi o congregazioni religiose. Per molti anni, il Collegio americano gestì anche un programma sabbatico semestrale per sacerdoti, religiosi o laici inviati dalle loro diocesi o congregazioni religiose. Sia i laureandi che i sabbatici seguivano le lezioni alla Katholieke Universiteit Leuven mentre vivevano e partecipavano alle opportunità offerte dal Collegio.

## Patrimonio
Il 19 agosto 2011, i rappresentanti della Conferenza dei vescovi cattolici degli Stati Uniti (USCCB), il Consiglio di amministrazione del Collegio americano dell'Immacolata Concezione e la Katholieke Universiteit Leuven firmarono un accordo che prevedeva l'uso futuro della proprietà del Collegio e il rinnovo della cooperazione di lunga data tra la Conferenza dei vescovi, la Katholieke Universiteit Leuven (KU Leuven) e l'Université catholique de Louvain (UC Louvain).
L'accordo prevede che l'edificio in cui il seminario era situato sia affidato alla Katholieke Universiteit Leuven. L'ateneo accettò di ristrutture e aggiornare completamente l'edificio, come è stato fatto in passato con altri beni storici e universitari. Oltre a servire come residenza per gli studenti universitari, l'edificio ospita anche un nuovo significativo progetto cooperativo, istituito congiuntamente dalla Conferenza dei vescovi e dalla Katholieke Universiteit Leuven, in stretta consultazione con la Conferenza episcopale del Belgio e con l'Université catholique de Louvain. Attraverso questo progetto, studenti e ricercatori saranno reclutati nella comunità cattolica mondiale, specialmente dagli Stati Uniti d'America. La sua lingua di lavoro sarà l'inglese. Saranno accolti come studenti e studiosi sacerdoti, diaconi, membri di istituti religiosi e di nuovi movimenti cattolici e laici. Gli studenti e gli studiosi parteciperanno a attività di ricerca e/o didattica presso la Katholieke Universiteit Leuven e/o l'Université catholique de Louvain. In particolare, il progetto promuoverà il lavoro nelle facoltà con programmi di teologia, diritto canonico e filosofia. La Conferenza dei vescovi creò la Fondazione Peter Kindekens, dal nome del primo rettore del Collegio. L'obiettivo generale della Fondazione è di sostenere attività educative e di ricerca che preservino e favoriscano il patrimonio spirituale del Collegio e assicurino che la finestra della comunità cattolica in generale e della Chiesa cattolica negli Stati Uniti in particolare, come era prima della chiusura del seminario, siano mantenuti. Questa Fondazione può anche concedere borse di studio per soddisfare gli obiettivi del progetto e amministrare i fondi di borse di studio già associati al Collegio per continuare a realizzare il loro intento di sostenere la formazione di studenti e i sacerdoti per il servizio alla Chiesa cattolica negli Stati Uniti d'America. Nel 1966 gli studenti fondarono la rivista teologica Louvain Studies. Essa è oggi edita dalla facoltà della Katholieke Universiteit Leuven.

## Cronotassi dei rettori

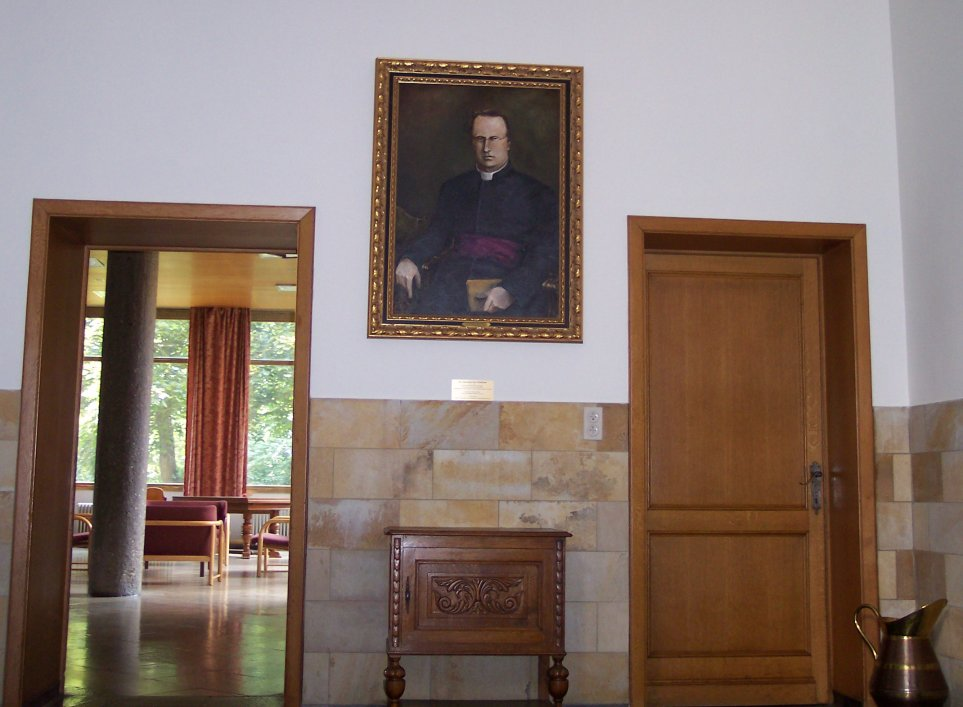
L'atrio anteriore del Collegio. Nel dipinto è ritratto Peter Kindekens, il rettore fondatore del Collegio. Esso accoglie i visitatori del seminario.

- Peter Kindekens, arcidiocesi di Detroit (1857-1860)
- John De Neve, arcidiocesi di Detroit (1860-1891)
- John Willemsen, arcidiocesi di Malines (1891-1898)
- Jules De Becker, arcidiocesi di Malines (1898-1931)
- Pierre de Strycker, arcidiocesi di Malines (1931-1939)
- Thomas Francis Maloney, diocesi di Providence (1952-1960)
- Paul D. Riedl, diocesi di Springfield (1960-1970)
- Clement E. Pribil, arcidiocesi di Oklahoma City (1970-1971)
- Raymond Francis Collins, diocesi di Providence (1971-1978)
- William J. Greytak, diocesi di Helena (1978-1983)
- John J. Costanzo, diocesi di Pueblo (1983-1988)
- Thomas P. Ivory, arcidiocesi di Newark (1988-1992)
- Melvin T. Long, diocesi di Salina (1992-1993)
- David E. Windsor, Congregazione della Missione (1993-2001)
- Kevin A. Codd, diocesi di Spokane (2001-2007)
- Ross A. Shecterle, arcidiocesi di Milwaukee (2007-2011)

## Alunni divenuti vescovi

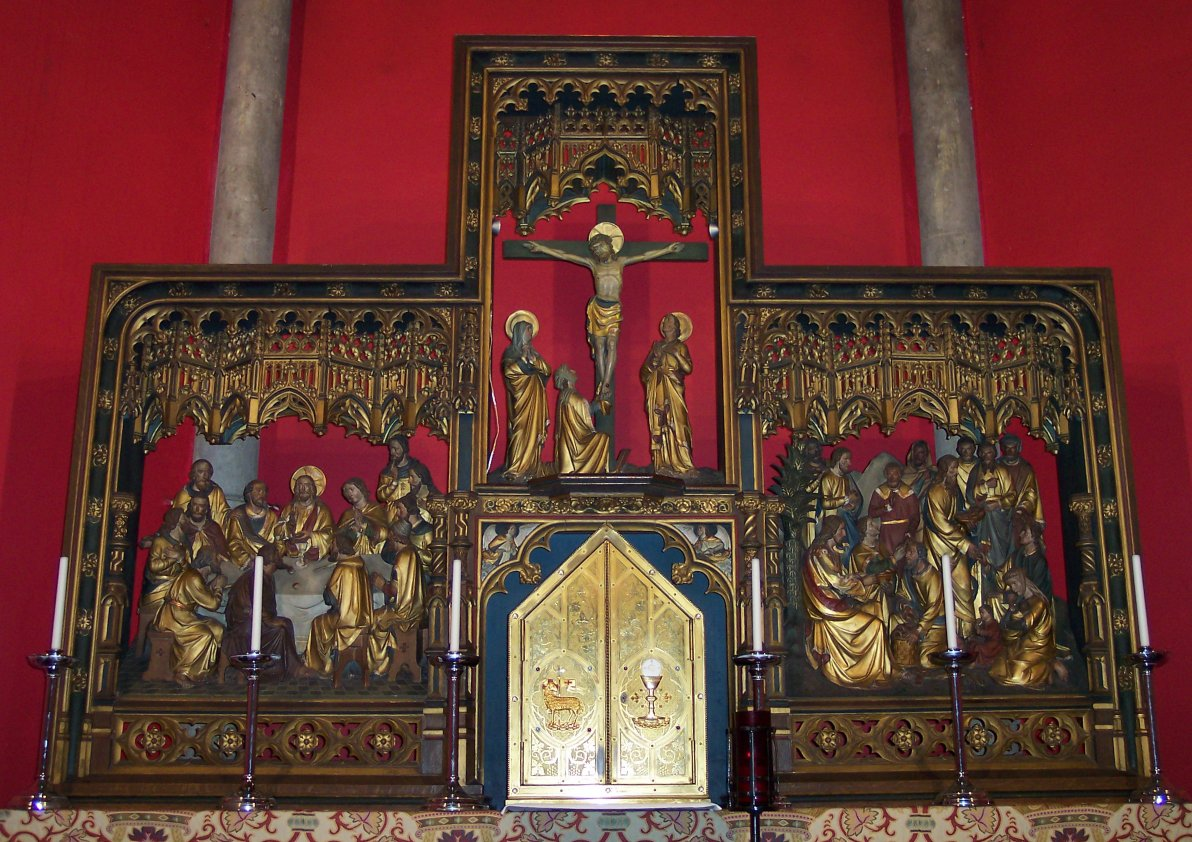
Il dossale della cappella del collegio dedicato all'Immacolata Concezione.

Nel corso degli anni, un certo numero di studenti del Collegio americano dell'Immacolata Concezione sono stati chiamati all'episcopato. Essi includono:
- Matthew Francis Brady (1893-1959), vescovo di Burlington (1938-1944) e vescovo di Manchester (1944-1959)
- Edward Kenneth Braxton (1944), vescovo ausiliare di Saint Louis (1995-2001), vescovo di Lake Charles (2001-2005), e vescovo di Belleville (dal 2005)
- Jean-Baptiste Brondel (1842-1903), vescovo dell'Isola di Vancouver (1879-1883) e vescovo di Helena (1884-1903)
- Ferdinand Brossart (1849-1930), vescovo di Covington (1915-1923)
- Charles Albert Buswell (1913-2008), vescovo di Pueblo (1959-1979)
- Alphonse Liguori Chaupa (1959-2016), vescovo ausiliare di Rabaul (2000-2003) e vescovo di Kimbe (2003-2008)
- Francis Joseph Christian (1942), vescovo ausiliare di Manchester (dal 1996)
- Edmund Michael Dunne (1864-1929), vescovo di Peoria (1909-1929)
- Shelton Joseph Fabre (1963), vescovo ausiliare di New Orleans (2006-2013) e vescovo di Houma-Thibodaux (2013-present)
- Joseph John Fox (1955-1915), vescovo di Green Bay (1904-1915)
- Alphonse Joseph Glorieux, vescovo di Boise City
- Charles Pasquale Greco (1894-1987), vescovo di Alexandria (1946-1973)
- Francis Janssens (1843-1897), vescovo di Natchez (1881-1888) e arcivescovo metropolita di New Orleans (1888-1897)
- Egidius Junger (1833-1895), vescovo di Nesqually (1879-1895)
- Jean-Nicolas Lemmens (1850-1897), vescovo di Victoria (1888-1897)
- Stephen Aloysius Leven (1905-1983), vescovo ausiliare di San Antonio (1956-1969) e San Angelo (1969-1979)
- Camillus Paul Maes (1846-1915), vescovo di Covington (1885-1915)
- Thomas Francis Maloney (1903-1962), 6° rettore del Collegio (1952-1960) e vescovo ausiliare di Providence (1960-1962)
- Russell Joseph McVinney (1898-1971), vescovo di Providence (1948-1971), promosse la riapertura del Collegio nel 1952
- Theophile Meerschaert (1847-1924), vescovo dell'Oklahoma (1891-1924)
- Peter Michael Muhich (1961), vescovo di Rapid City (dal 2020)
- Robert Edward Mulvee (1930), vescovo di Wilmington (1985-1995) e vescovo di Providence (1997-2005)
- Henry Joseph O'Brien (1896-1976), arcivescovo metropolita di Hartford (1945-1968)
- John Joseph O'Connor (1855-1927), vescovo di Newark (1901-1927)
- Bertram Orth, vescovo di Victoria (1900-1908)
- David Laurin Ricken (1952), vescovo coadiutore di Cheyenne (1999-2001), vescovo di Cheyenne (2001-2008) e vescovo di Green Bay (dal 2008)
- Patrick William Riordan (1841-1914), arcivescovo metropolita di San Francisco (1884-1914)
- Charles-Jean Seghers (1839-1886), vescovo dell'Isola di Vancouver (1873-1878, 1884-1886), arcivescovo coadiutore di Oregon City (1878-1880) e arcivescovo metropolita di Oregon City (1880-1884), noto come l'"apostolo dell'Alaska"
- John Lancaster Spalding (1840-1916), vescovo di Peoria (1877-1908) e co-fondatore dell'Università Cattolica d'America
- William Stang (1854-1907), vescovo di Fall River (1904-1907)
- Augustine Van de Vyver (1844-1911), vescovo di Richmond (1889-1911)
- Edward Weisenburger (1960), vescovo di Salina (dal 2012)
- Alexander Mieceslaus Zaleski (1906-1975), vescovo di Lansing (1965-1975)